# Djævleøen (København)
Djævleøen er en gammel betegnelse, for det område der ligger imellem H.C. Ørstedværket og sydhavnen i København.
Området opstod ved opfyldning, fra omkring 1904, og husede i de første år en del hjemløse og subsistensløse.
Djævleøen bestod indtil 1948, hvor området ved nuværende bådehavnsgade blev taget i brug af fiskerne, og det oprindelige område blev rømmet.

## Kortreferencer
Navnet Djævleøen eller Djævleøen fremgår på historisk atlas af Lavkantskortet og 4cm kortet 1953 - 1976.